# Dybbøl Efterskole
Dybbøl Efterskole startede i 1992 i bygninger med en lang og rig historie bag sig. Således stammer de ældste bygninger helt tilbage fra begyndelsen af 1800-tallet, og har oprindelig været landsbyens kro, og som sådan har den fungeret frem til midten af 1900-tallet. Skolens hovedbygning er omkring 100 år yngre, og blev opført i midten af 1920erne, som beboelse og cykelfabrik. Frem til 1992 blev alle bygninger benyttet som omsorgshjem, hvorefter Dybbøl Efterskole overtog driften.
Siden starten i 1992 har skolen været under konstant forandring, fornyelse og ombygning, og det sidste nybyggeri er hallen og pigegangen Folden, der blev indviet i henholdsvis 2008 og 2012. 
Dybbøl Efterskole er oprettet i samarbejde med KFUM og KFUK i Danmark, Ungdommens Vel, Y-mens klubberne i Sønderjylland og en lokal støttekreds, og drives på folk.